# Museo de Arte Español Enrique Larreta
El Museo de Arte Español Enrique Larreta es un museo que depende administativamente del gobierno de la ciudad argentina de Buenos Aires y que se encuentra en el barrio de Belgrano. La casa, de arquitectura neocolonial, fue la residencia del escritor Enrique Larreta, cultor de la literatura y el arte español. Su dirección es Juramento 2291.
El museo posee una colección de obras que abarcan desde el Medioevo hasta principios del siglo XX y un jardín de estilo andaluz que cuenta con un ejemplar de ginkgo biloba y una centenaria glicina. Dentro de su acervo también se incluyen la colección de Trajes regionales españoles que Eva Duarte de Perón recibió durante su visita a España en 1947 y un conjunto de trajes pertenecientes a la bailarina Antonia Mercé
También se dictan en el museo cursos, conferencias y seminarios.

## Historia
Originalmente la residencia era una quinta de veraneo de estilo italianizante. Fue construida en 1886 por el arquitecto Ernesto Bunge para sus suegros: Francisco Chas (hijo de Juana Belgrano, hermana del prócer argentino Manuel Belgrano) y Catalina Salas. Chas había ocupado, entre otros cargos públicos, el de senador por la Provincia de Buenos Aires.

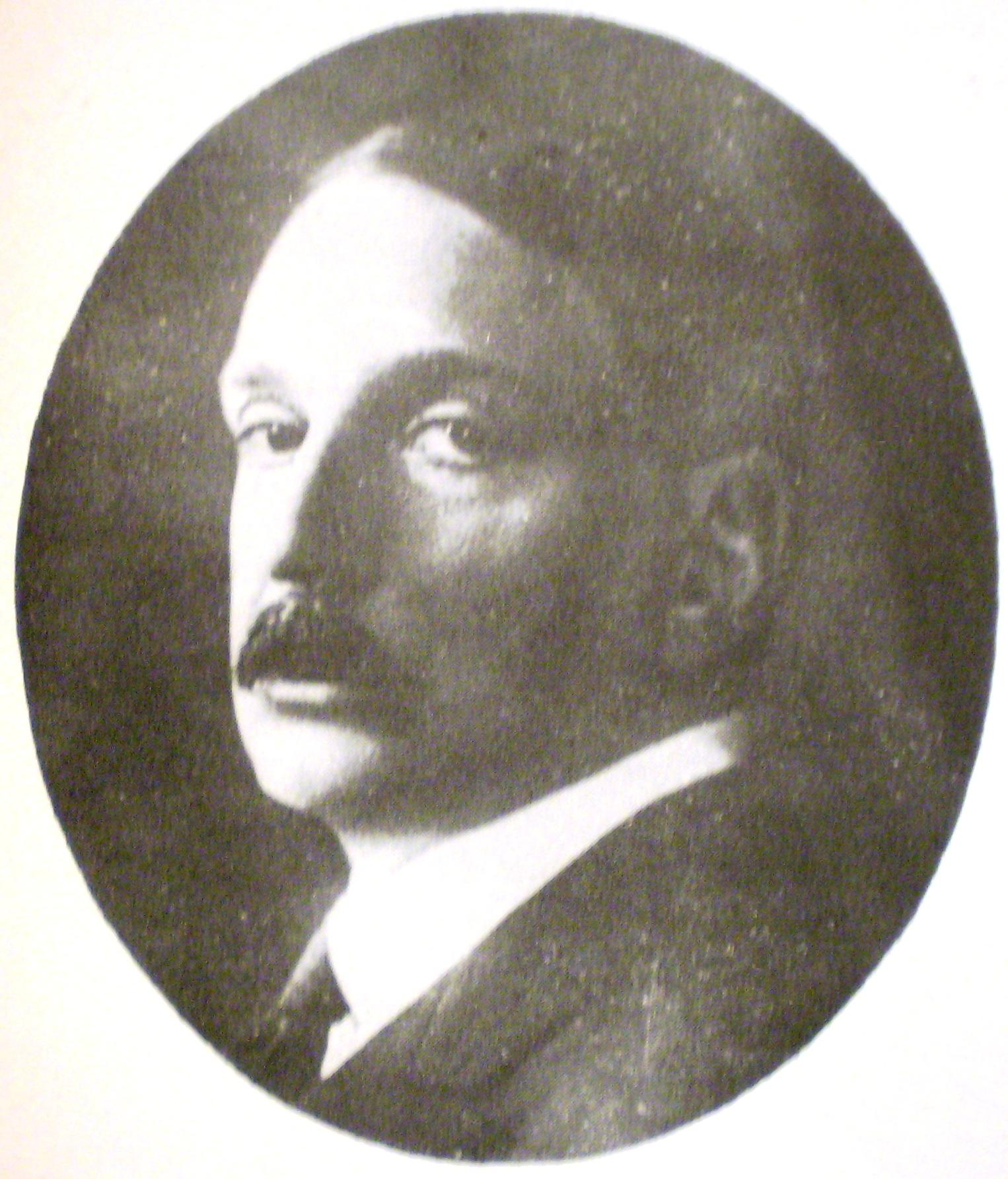
Retrato de Enrique Larreta.

A la muerte de ambos la hija de ellos, Rosario Chas, vivió alguna temporada en ella. La propiedad fue adquirida en 1894 por Mercedes Castellanos de Anchorena, y al casarse su hija Josefina Anchorena con Enrique Larreta, en 1903, ésta la recibió como regalo de bodas.

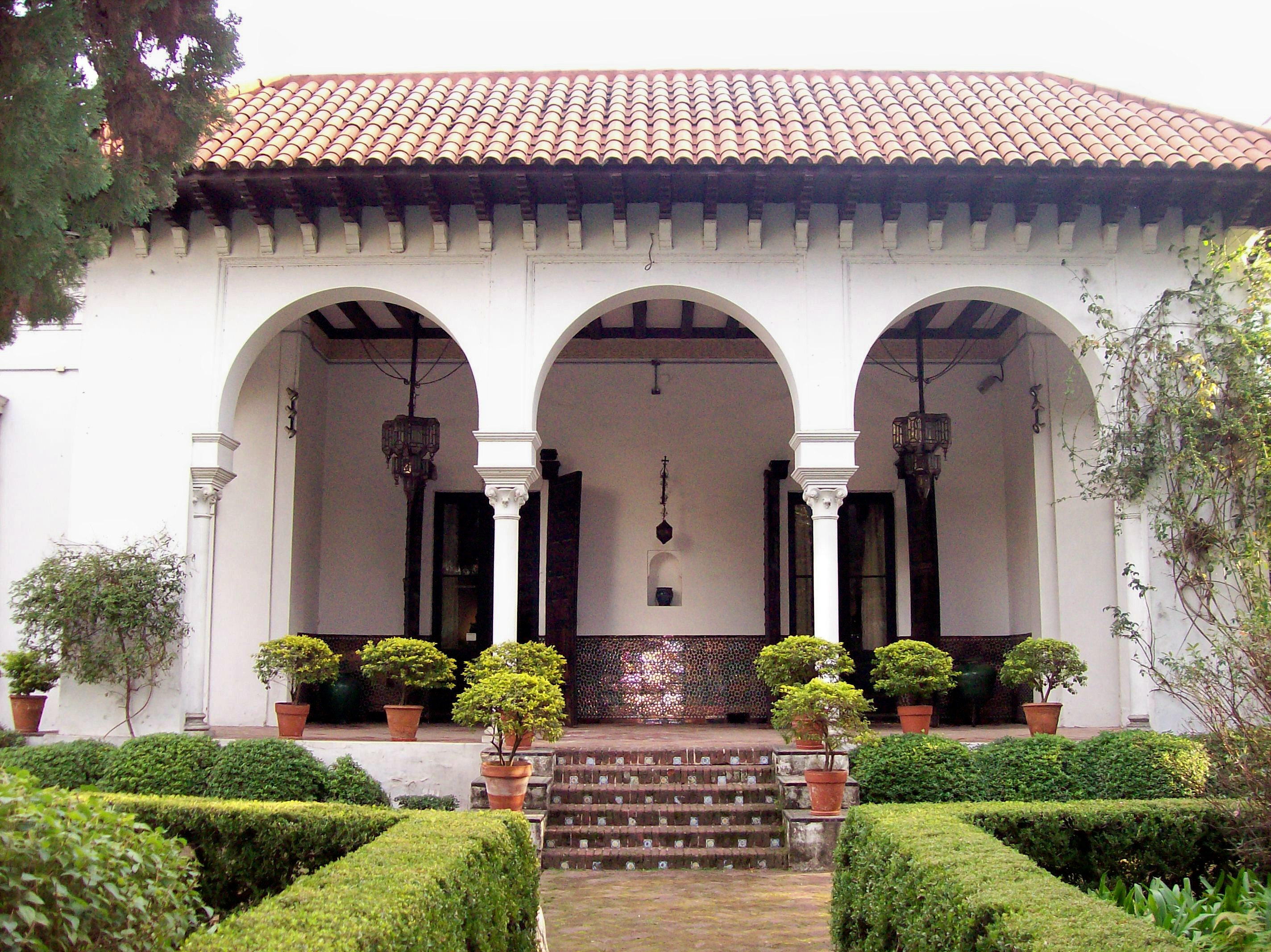
Galería al jardín.

La casa hasta entonces tenía solo unas habitaciones abiertas a una galería en la que unas columnas delgadas sostenían el alero. Los nuevos dueños decidieron realizar modificaciones, y solicitaron consejo al arquitecto Martín Noel. Siguiendo las ideas de éste, el arquitecto Cristhian Schindler la convirtió, en 1916, en un «palacio castellano», de estilo neocolonial. La razón de este cambio obedece a las ideas de la época: una reacción contra la arquitectura extranjera, que amenazaba terminar con los valores culturales propios. Martín Noel fue el pionero, en el arte de la arquitectura, de esta «restauración nacionalista».
Se incorporaron habitaciones en el primer piso, nuevas áreas de servicio posteriores y se cubrió el patio central.
Fue así como la casa fue modificada para recrear los sentimientos y las inclinaciones estéticas del escritor, que se interesaba por el período renacentista español y barroco: casi todas las piezas expuestas son de temática religiosa.
En 1961, al fallecer Larreta, sus hijos vendieron la casa a la Municipalidad de la Ciudad de Buenos Aires, con la finalidad de dedicarla como museo, y donaron la colección de obras de arte y mobiliario. En octubre del año siguiente el Museo abrió oficialmente sus puertas, contando entonces con una mayoría de objetos de entre los siglos XV y XVIII que pertenecían al escritor, más otros adquiridos nuevos o recibidos como donación.

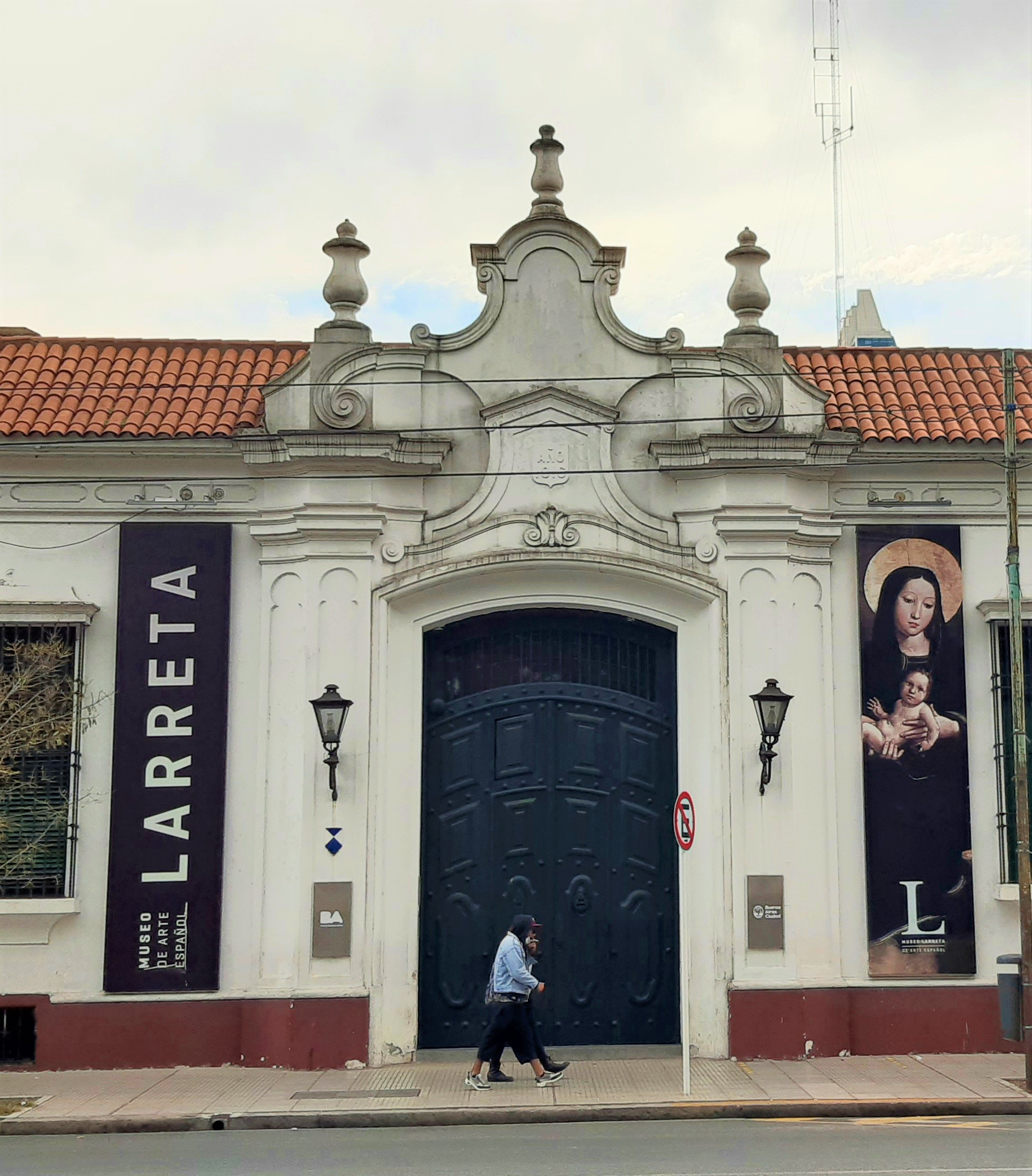
Portal de entrada del Museo.

Entre quienes fueron sus ilustres huéspedes figuran, entre otros, el rey Leopoldo II de Bélgica, los príncipes imperiales de Japón y el ex Secretario de Estado norteamericano y Premio Nobel de la Paz Henry Kissinger.

## Descripción
La propiedad ocupa 7 244,74 m², y el jardín 6500 m². Antiguamente ocupaba toda la manzana.
El museo tiene 12 salas de exposiciones y se accede al mismo por la avenida Juramento 2291.
La manzana que ocupa (entre la avenida Juramento, donde está su entrada principal, y las calles Vuelta de Obligado, Cuba y Mendoza) forma parte del espléndido “decorado” edilicio que caracteriza esa zona del barrio de Belgrano, junto con el Museo Histórico Sarmiento y la parroquia de la Inmaculada Concepción (La Redonda), construidos en 1872 y 1878. A una cuadra del edificio, se encuentra el cruce de las avenidas Cabildo y Juramento, el cual constituye históricamente el centro de la zona comercial de Belgrano. 

### La casa

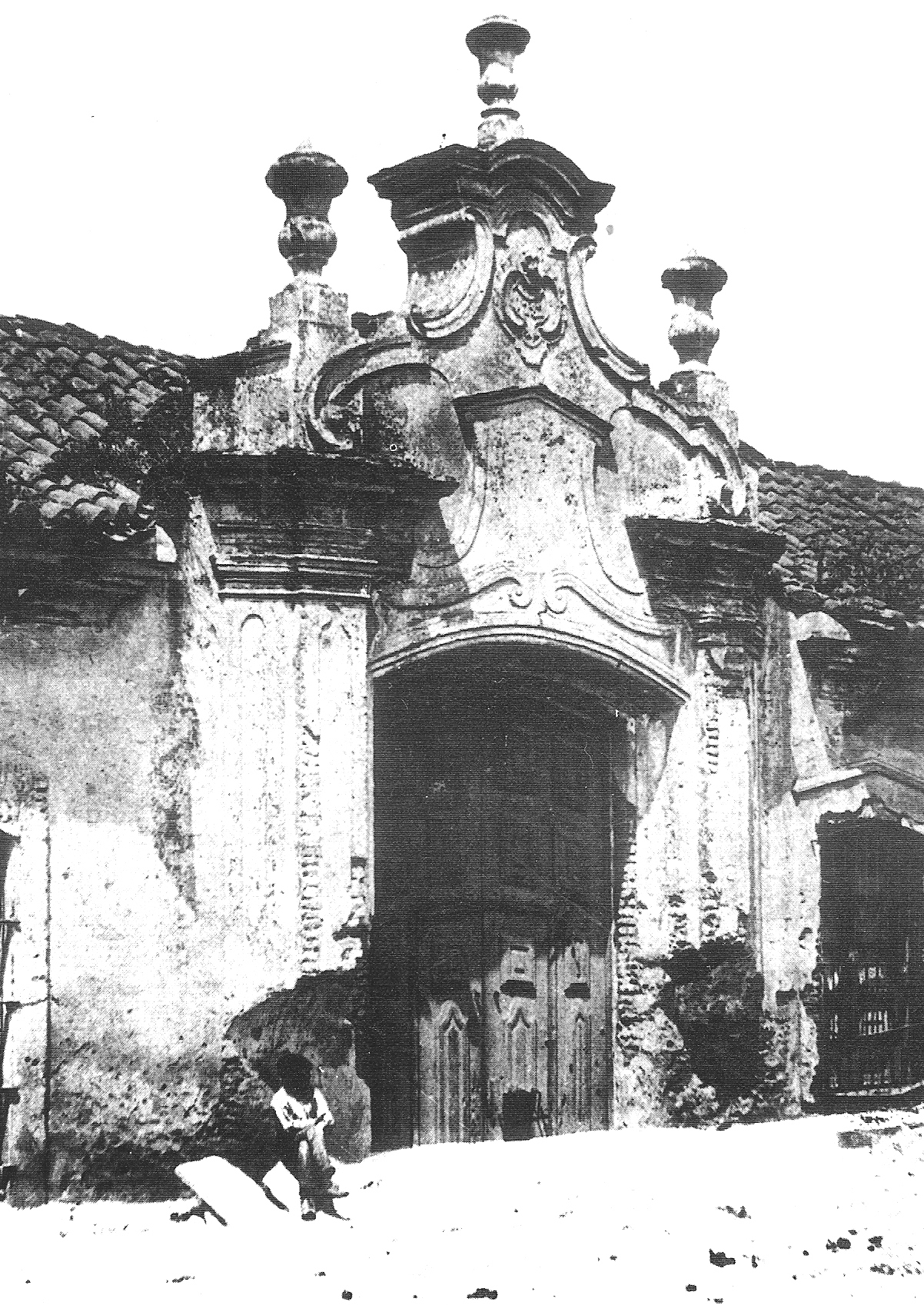
Casa de Basavilbaso.

En la reestructuración de la casa, realizada en 1916, se dotó a la construcción de un ancho portal de madera a tableros, coronado con molduras y ornamentos peruanos, y una puerta verde adintelada, a dos hojas, con arco escarzano, que se abre aparte de la carpintería general. El pórtico barroco imita al de la ya desaparecida Casa Basavilbaso, conocida como Aduana Vieja.
Las ventanas poseen guardapolvos rectos y cortinas de tablillas horizontales unidas que, por medio de unas pequeñas cadenas, pueden ser recogidas en la parte superior. Las rejas son de hierro voladizo.
Los muros son blancos, rematados con tejas de gambas.
La casa está ambientada con criterio historicista, como si se tratara de un palacio renacentista.

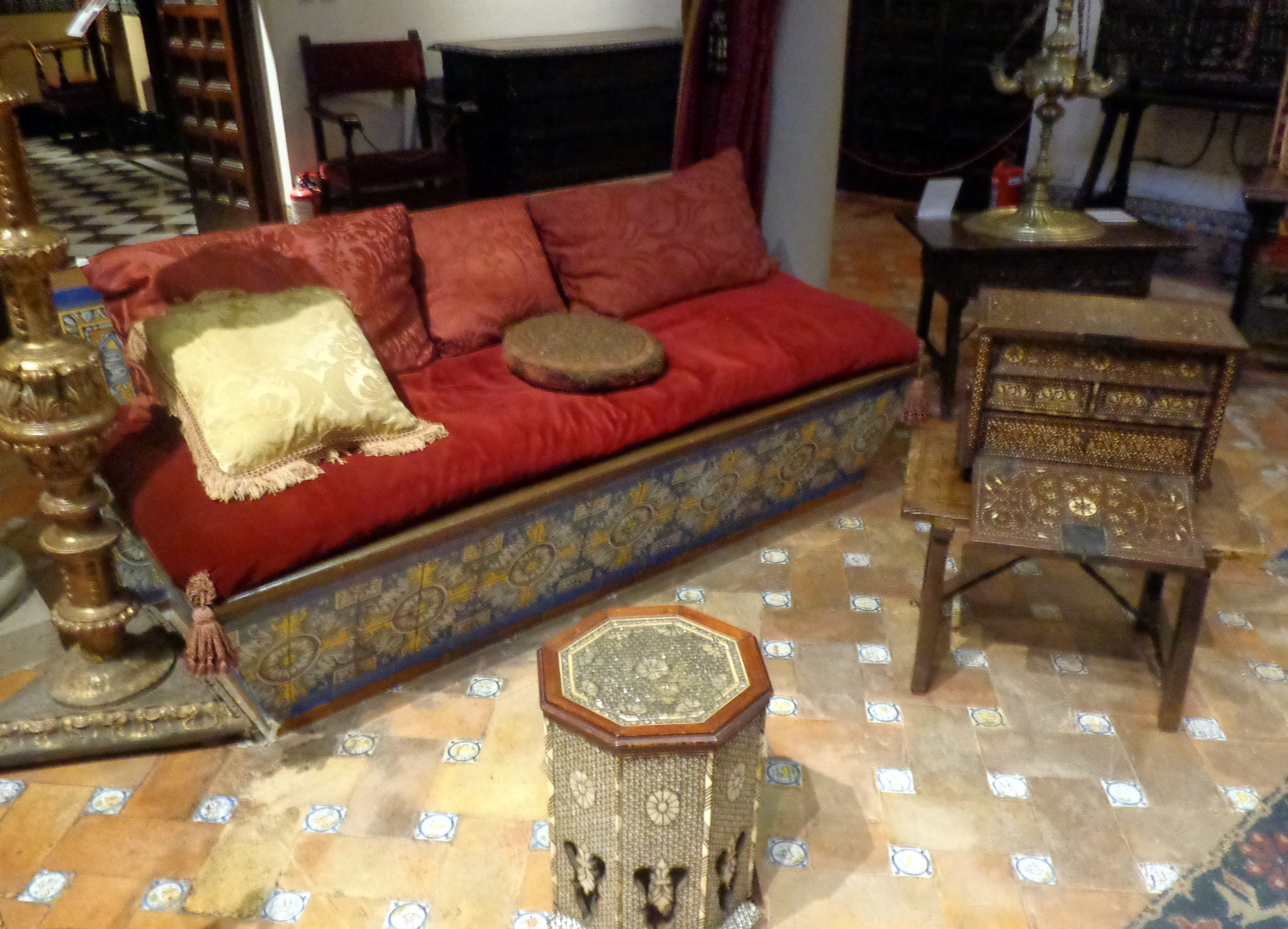
Muebles en el interior.

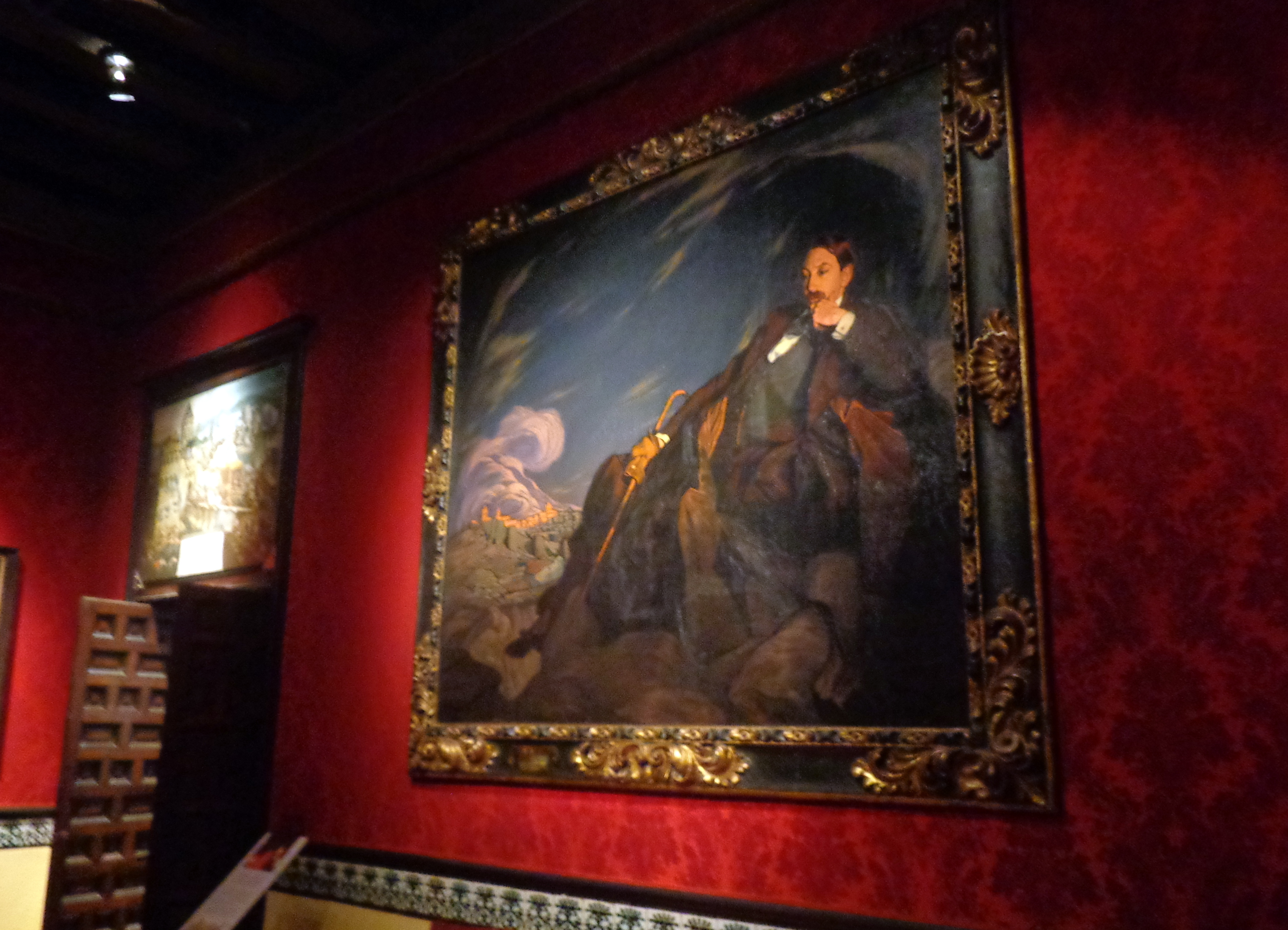
Retrato de Enrique Larreta en el interior.

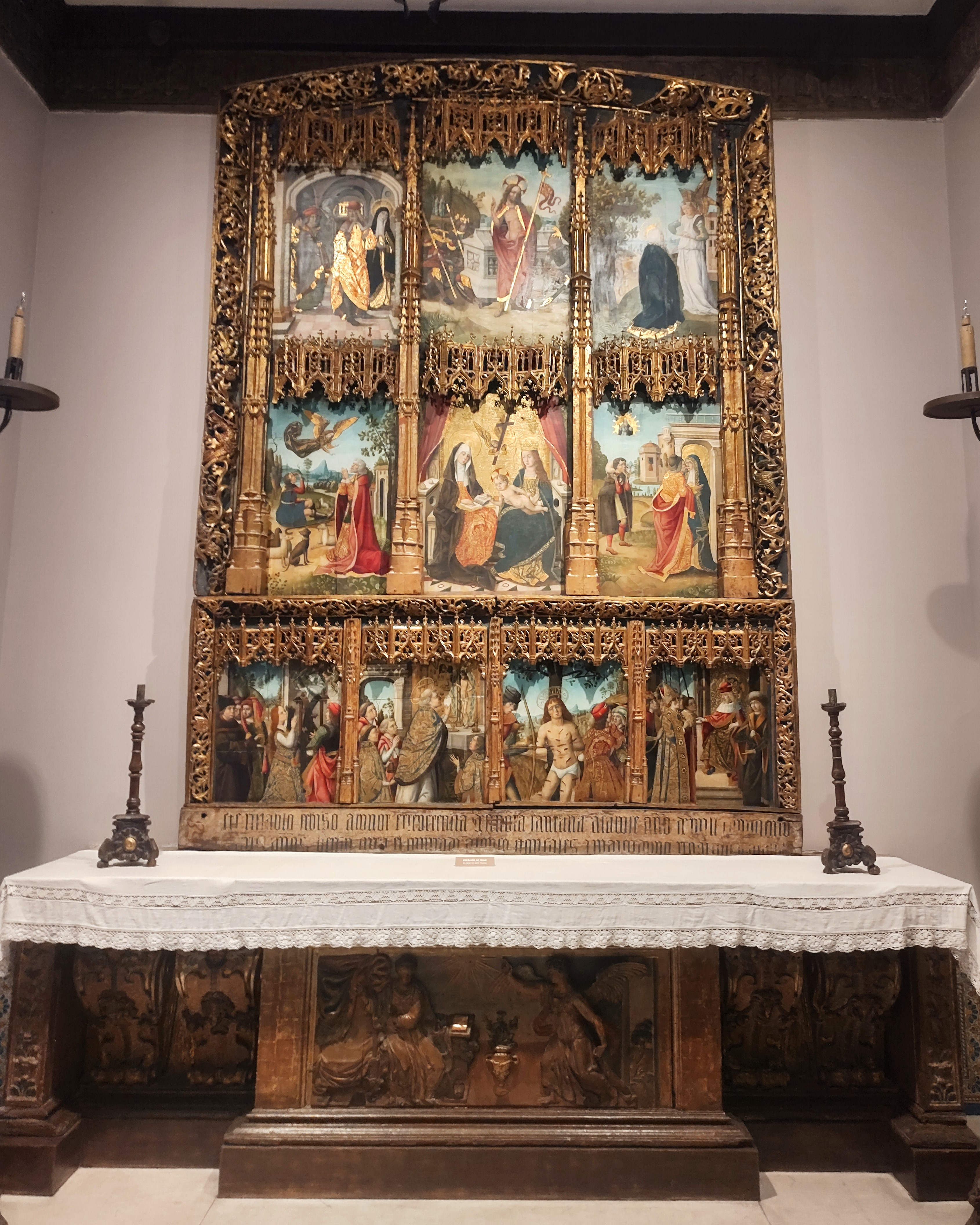
Retablo en honor a Santa Ana

En oportunidad de realizar Larreta un servicio diplomático en Francia, trajo al país una colección de obras de arte de origen español para ambientar su nuevo hogar. De esta manera se logró que el interior de la casa reproduzca estéticamente la España del Renacimiento.
En la actualidad el guion museológico aborda la figura de Enrique Larreta desde sus múltiples facetas: el escritor y su novela histórica La gloria de Don Ramiro. Una vida en tiempos de Felipe II (1908), el diplomático y su vida como embajador en Francia, y el coleccionista junto a su colección de arte español centrada en los siglos XVI y XVII que incluye pinturas, esculturas, mobiliario, cerámica, además del espacio arquitectónico elegido para albergarla. El recorrido está organizado a partir de diferentes ejes temáticos que dan cuenta de la resignificación y la vigencia que adquieren en nuestros días los asuntos planteados por Larreta, como la diversidad cultural, la religión y el poder. Se destaca también el valor artístico de obras medievales, renacentistas y barrocas, como el Retablo en Honor a Santa Ana realizado en 1503 por el maestro de Sinovas, ejemplo del estilo gótico tardío que floreció en España en la época de los Reyes Católicos; el altorrelieve de Jesús en el Monte de los Olivos, del taller de Alonso de Berruguete o los retratos de corte, del taller de Alonso Sánchez Coello. Especial mención merece el Retrato de Enrique Larreta, pintado por Ignacio Zuloaga en París en 1912, que representa al escritor con el fondo de la ciudad de Ávila, escenario principal de su novela.
Hay obras de arte, imágenes religiosas, tallas de madera, retablos policromados (el más llamativo es el realizado en honor a Santa Ana), muebles fraileros y tallas de madera. Entre estas últimas se destaca la del Patrono de la Ciudad de Buenos Aires, San Martín de Tours que posee dos metros de altura.
Hay además piezas relacionadas con la nobleza y con la guerra, como diversas armas y armaduras.
En el museo funciona además la biblioteca «Alfonso El Sabio», especializada en literatura española. Su anexo, denominado «La Casita de Arriba», está dedicado a la literatura infantil.

### El jardín andaluz
"Todos los jardines nacen con una idea .En este caso, la trajo Larreta cuando viajó a Alhambra, Granada, y la usó al reformar su casa" –cuenta Sturla el jardinero de la casa desde hace  28 años.

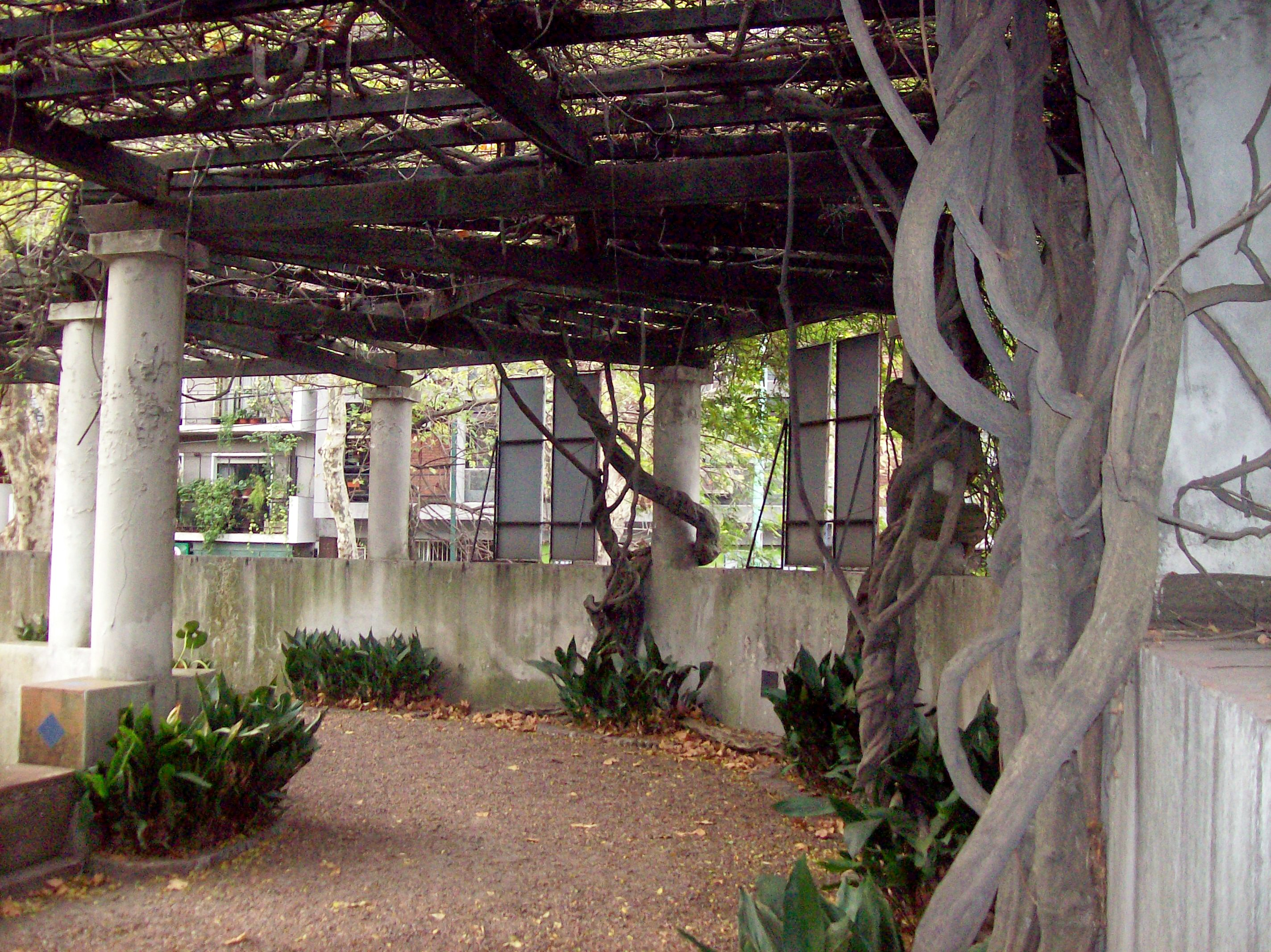
Glicina centenaria.

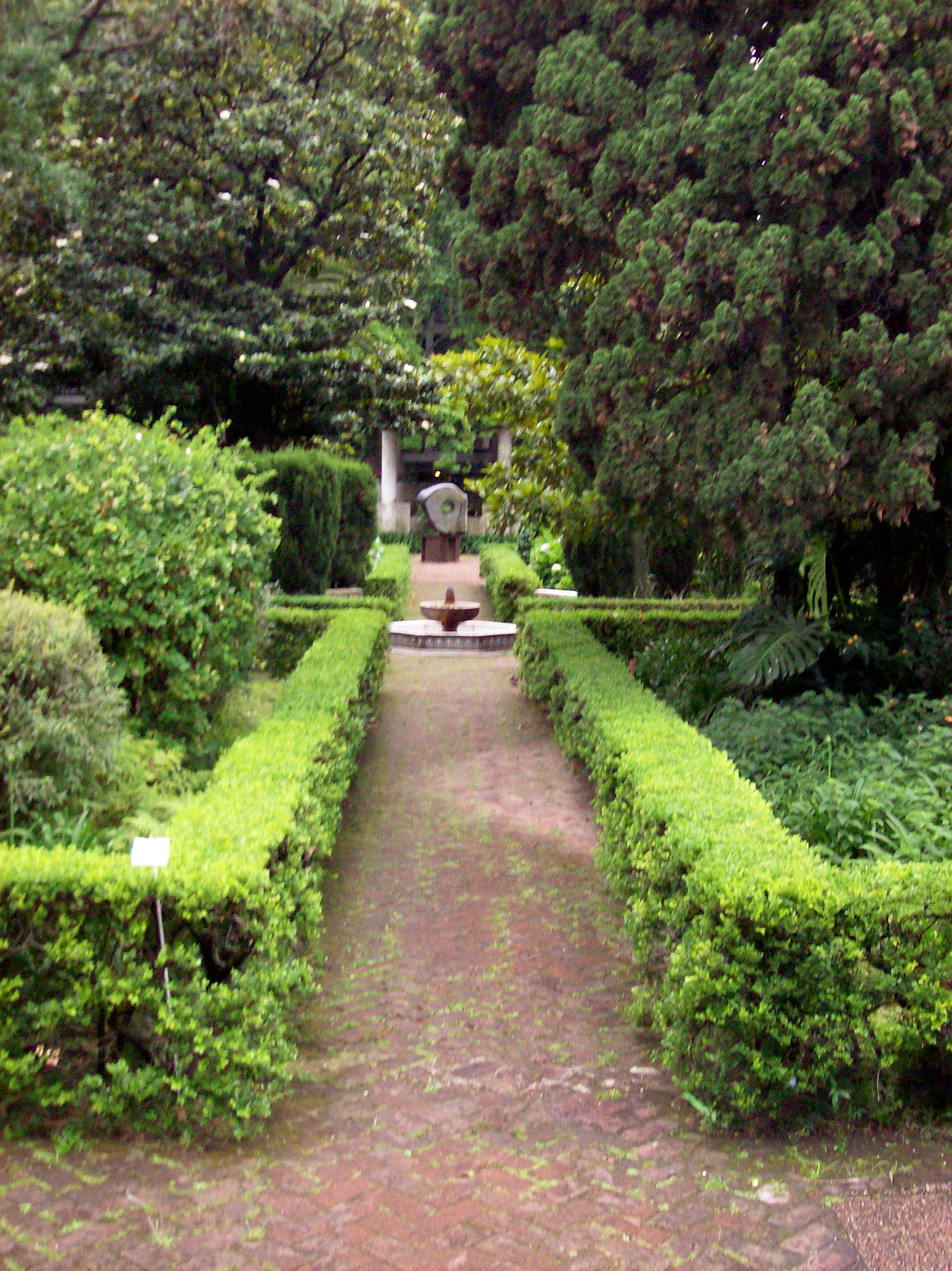
Entrada al jardín andaluz.

Uno de los atractivos principales de este museo es su frondoso jardín andaluz, que de por sí merece una visita.

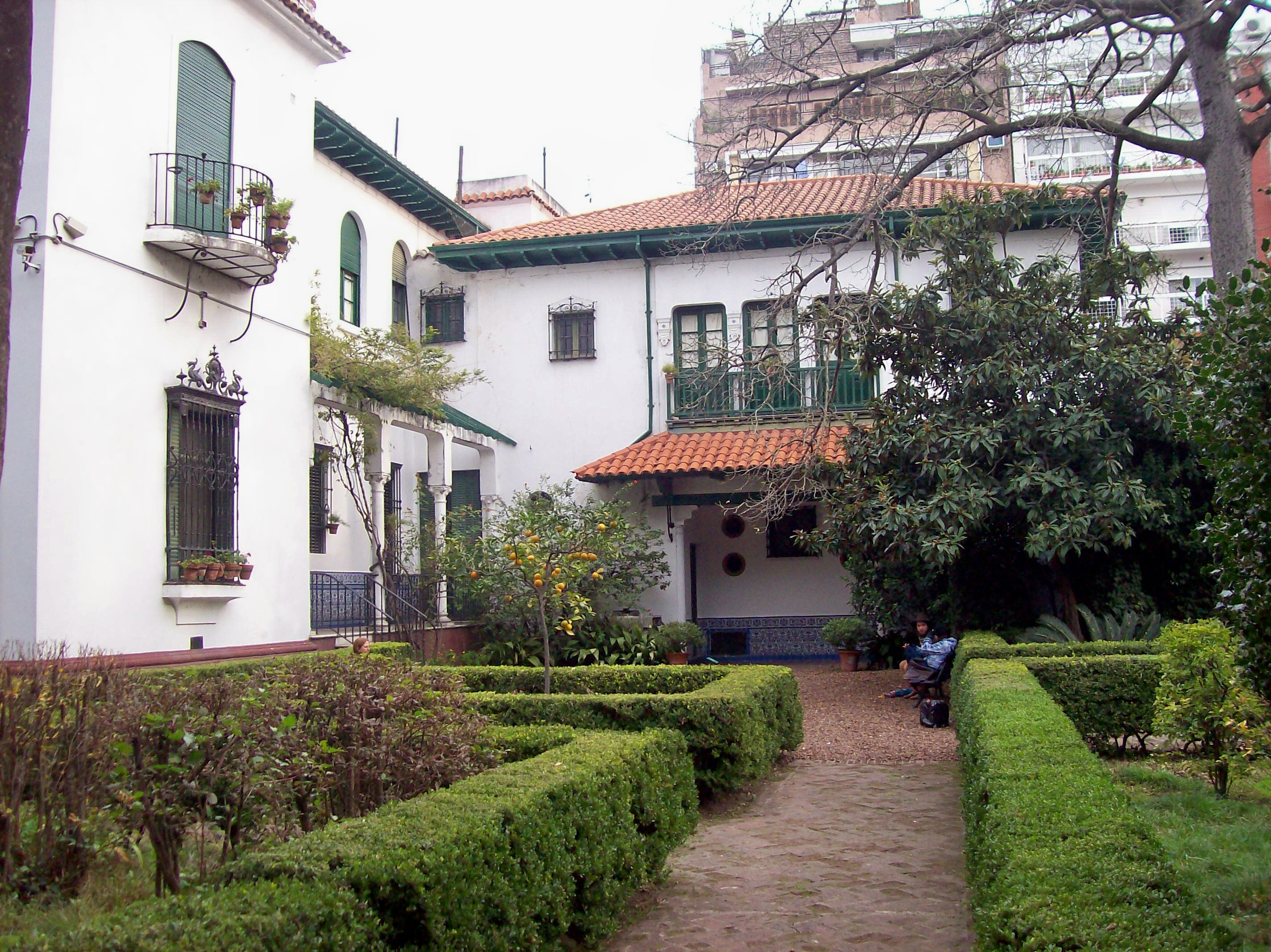

Tres ventanas de reja, abiertas, permiten verlo desde el exterior. Único en su tipo en Sudamérica, ha sido diseñado según la tradición hispano-islámica, como un lugar para la meditación. Es un muestrario de ideas, símbolos y tradiciones que se remontan a la Edad Media. Dicen los entendidos que hasta resulta difícil de encontrar uno de tan buen gusto y bien ornamentado, incluso, en España.
El pórtico de acceso al jardín está adornado con pequeñas cerámicas granadinas cuadradas, blancas y azules, que se intercalan con las baldosas color ladrillo. Las paredes forman arcadas y unos macetones de gran tamaño contienen distintas clases de plantas con flores.
Sobre la calle Juramento, detrás de la casa se despliega el jardín andaluz con laberintos, especies y frutos que la convierten en un vergel verde; un paseo obligado para quienes entren a descubrir su famosa «fuente de los sapos», en medio de los árboles, plantas y flores: naranjos, cipreses, un viejo ombú, un gingko biloba, glicinas, rosales y orquídeas. Una escalinata sirve de acceso al sendero que conduce a la «fuente de los sapos» y a la escultura en granito «De reojo», obra de Pablo Larreta. Los arbustos de plantas de boj se extienden por un total de 701 metros lineales, dibujando un camino laberíntico y dividiendo el jardín en sectores (llamados «eras») donde las plantas crecen como si el hombre no interviniera en su desarrollo.
En la esquina de Juramento y Cuba, puede observarse una pérgola con una glicina de más de un siglo de vida.
Como todo jardín hispano musulmán, se busca que el oído se satisfaga con el murmullo de las pequeñas fuentes de agua, el olfato con el perfume de las flores y el tacto con la variedad de brisas y las diversas texturas del piso, conformado por baldosas, ladrillos, tierra y ripio.
Los árabes concibieron los jardines como antítesis del desierto, plano e infértil. Por eso, remiten a pedacitos de selvas vírgenes, enmarcadas por cuadrículas. Dentro de ellas, las plantas deben crecer del modo más natural posible. Los laberintos son angostos, rectos, diseñados para una caminata solitaria o de a dos
Se encuentran diversas especies exóticas y nativas de plantas: la mencionada glicina, un ciprés, palmeras, un palo borracho y el naranjo amargo, común en los jardines españoles. También existe en él una estatua, réplica en terracota, del David de Donatello.
En primavera suele utilizase el jardín para conciertos al aire libre y exposiciones. Se puede acceder a él en forma libre y gratuita, y hay visitas guiadas los sábados.

## Puesta en valor
El 27 de julio de 2017 el museo reabrió sus puertas, tras un proceso de puesta en valor de su patrimonio artístico y arquitectónico, con una nueva dirección.
A través de un programa de mejoras propuesto por la Dirección General de Patrimonio, Museos y Casco Histórico de la Ciudad de Buenos Aires, se emprendió una puesta en valor integral del edificio con el fin de devolverle. Este trabajo, realizado en parte gracias al aporte del Mecenazgo Cultural, apuntó a mejorar las condiciones ambientales del museo haciéndolas más adecuadas para el espectador y la colección. El proyecto incluyó la renovación del guion museológico y museográfico a cargo de Patricia Nobilia y de Valeria Keller, en conjunto con los equipos de montaje, investigación, diseño, conservación y restauración del Museo; la instalación de un nuevo sistema de iluminación y climatización con tecnología moderna; la restauración de los pisos originales del hall central y la renovación general del Jardín andaluz.